# Euphrasia drucei
Euphrasia drucei är en snyltrotsväxtart som beskrevs av Ashwin. Euphrasia drucei ingår i släktet ögontröster, och familjen snyltrotsväxter. Inga underarter finns listade i Catalogue of Life.